# 齢昭院
齢昭院（れいしょういん、生年不詳 - 承応4年1月17日（1655年2月23日））は、阿波徳島藩第2代藩主・蜂須賀忠英の正室。父は小笠原忠脩。母は亀姫。養父は信濃松本藩主・小笠原忠真。弟は小笠原長次。名は繁。息子で阿波徳島藩第3代藩主・蜂須賀光隆の正室・金姫は姪にあたる。

## 生涯
信濃松本藩の世嗣・小笠原忠脩と正室・亀姫との間に生まれる。後に叔父である松本藩主・小笠原忠真の養女となる。
寛永6年（1629年）、従兄弟にあたる蜂須賀忠英の正室に入る。寛永7年（1630年）に蜂須賀光隆（3代徳島藩主）、寛永11年（1634年）に蜂須賀隆重（初代富田藩主）を出産。